# Schönwipfel (1813 m)
Der Schönwipfel, auch Achomitzer Berg, italienisch Monte Acomizza, slowenisch Zahomec, ist ein 1813 m hoher Gipfel des östlichen Karnischen Hauptkamms bei Feistritz an der Gail und Tarvis.

## Lage und Landschaft
Die schöngeformte dreikantige Pyramide liegt zwischen Gailtal und Kanaltal an der österreichisch–italienischen Grenze, etwa 10 Kilometer westlich des Endes der Bergkette bei Thörl-Maglern.
Der Grasberg erhebt sich knapp über die Waldgrenze.
Westlich unterhalb liegt die Achowitzer Alm (1712 m ü. A.) am Kamm, der von dort nordwestwärts sanft über die Bergkirche Maria Schnee und die Feistritzer Alm zum Oisternig (2052 m ü. A.) läuft. Nach Osten geht der Hauptkamm zum Bartolosattel (1173 m ü. A.) und weiter zum Kapinberg (1735 m ü. A.). Südlich liegt gleich die Cima Muli (Mulikopf, 1743 m s.l.m.). Dort folgt südwestlich der Mirnig (1379 m ü. A.), südwestlich läuft der Grat auf Camporosso in Valcanale und das Sella di Camporosso (Saifnitzpass) des Kanaltals zu.
Politisch gehört der Gipfel zur Kärntner Gemeinde Hohenthurn, und zu Tarvisio im Friaul. Die Bezeichnung Achomitzer Berg/Monte Acomizza kommt vom Ort Achomitz (Zahomec) bei Feistritz, und unterscheidet ihn vom etwas höheren Schönwipfel/Cima Bella bei Vorderberg, 6 Kilometer weiter westlich.
An der Nordflanke, direkt bei der Achowitzer Alm, entspringt der Feistritzbach, der der Gail zugeht, einem Nebenfluss der Drau zur Donau. Im Südosten geht der Torrente Staritamer zum Torrente Bartolo (Bartolobach), der über die Slizza/Gailitz zur Gail geht. Südwestlich geht der Rio Filza in das Valle di Ugovizza und mündet bei Ugovizza in die Fella; diese fließt über den Tagliamento in die Adria. Damit gehört der Gipfel zur Wasserscheide Mittelmeer–Schwarzes Meer, der Hauptwasserscheide des südöstlicheren Europas: Diese zweigt in der Westschweiz am Pass Lunghin westlich von Maloja von der Europäischen Hauptwasserscheide ab, und führt über etwa 300 Kilometer am Alpenhauptkamm und dann ab Südtirol am Karnischen Hauptkamm weitgehend genau ostwärts, bis sie sich hier am Schönwipfel südostwärts wendet, und durch die Julischen Alpen Sloweniens in die Dinariden des Balkans zieht, und nach weiteren über 1200 Kilometern am Bosporus endet.

## Besteigung
Der Berg kann von allen Seiten und Talorten leicht bestiegen werden. Über die denkmalgeschützte Kapelle Maria Schnee und an der Achowitzer Alm vorbei nach Feistritz hinunter passiert der Karnische Höhenweg (403), hier auch Südalpenweg (03), Kärntner Grenzweg (KGW) und Via Alpina.